# Willem Hermans

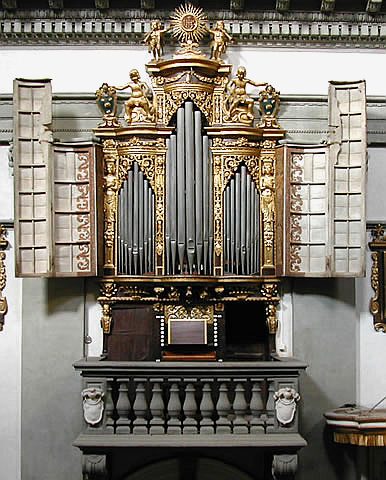
Hermans-orgel uit 1661 in de Chiesa San Domenico in Pistoia

Willem Hermans (Thorn, 6 maart 1601 - Rome, 14 februari 1683) was een Zuid-Nederlandse orgelbouwer.

## Leven
Van zijn jeugd en opleiding is niet veel bekend. Zijn vader was timmerman en Willem was bij hem in de leer en leerde het vak van schrijnwerker. Op 4 oktober 1631 trad Willem Hermans toe tot de orde van de Jezuïeten in Mechelen, waar hij sinds 1633 in het stadsarchief vermeld staat als scrinarius en organopaeos (schrijnwerker en orgelbouwer). Als orgelbouwer leefde en werkte hij in de Zuidelijke Nederlanden. Hij werkte onder meer in Breda (1632-1633), Mechelen (1633-1634), Gent (1634), Kortrijk (1636-1637), Leuven (1637-1638), Sint-Winoksbergen (1640-1642) en Ieper (1644-1645).

## Frankrijk
Van 1645-1648 vertoefde Willem Hermans in Frankrijk en bouwde in Parijs in de Jezuïetenkerk kerk van St.Paul/St.Louis en in de Jezuïetenvestiging La Flèche een orgel. Later in 1654-1655 keerde Willem Hermans vanuit Genua nog een keer terug naar dezelfde omgeving in Frankrijk voor orgelherstel werkzaamheden.

## Italië
In 1648 verhuisde Willem Hermans naar Italië. Van 1648 tot 1663 woonde en werkte Hermans in Genua. Over die periode is meer bekend. Hij bouwde in Italië een aantal opmerkelijke instrumenten.
In 1649-1650 bouwde hij een (verloren gegaan) tweemanualig orgel in Como. Van 1656-1660 bouwde Hermans een orgel in de Santa Maria di Carignano in Genua. Het orgel kende drie manualen en een vrij pedaal. In dezelfde periode bouwde Hermans een orgel in de SS. Andrea ed Ambrogio (Gesu), de kerk der Jezuïeten in Genua. In Orvieto was Hermans ook actief. Dit orgel is recent in 1975 verloren gegaan. In 1659 was Hermans actief in Venetië. In 1661 was Hermans actief in Modena. Hermans bouwde orgels in Pistoia (Chiesa San Domenico, 1661 in (Chiesa S. Ignazio di Loyola, 1664. Vanaf 1663 verbleef Hermans voor langere tijd in Rome en bouwde hij orgels in de San Apollinare 1665-1668 met drie manualen, in de Gesu, Sant'Ignazio 1668 en in de Sant'Agnese in Agone (1672). In de Casa Professa in Palermo bouwde Hermans van 1672-1674 een of twee orgels. In Collescipoli bij Terni in de (Chiesa S. Maria Maggiore, 1678) bouwde Hermans zijn laatste orgel. De orgels in Pistoia en Collescipoli zijn bewaard gebleven. Het zijn nog nagenoeg volledige instrumenten van de hand van Willem Hermans. In Italië kreeg hij de bijnaam Aemulum Tonantis, hij die de dondergod evenaart.

## Belang
Willem Hermans realiseerde in de 17e eeuw een belangrijke synthese tussen de Zuid-Nederlandse en de Italiaanse orgelbouwcultuur. Hij introduceerde in Italië nieuwe Zuid-Nederlandse orgelregisters: de tongwerken (trompet, trombone en regaal), cornet, sesquialter en terts.
Hermans wordt beschouwd als een representant van de Brabantse orgelschool, die in de tijd van Hermans floreerde onder Floris Hocque II(±1550-1632) uit Grave. Sinds 1615 was de werkplaats van Hocque gevestigd in Keulen en Hocque werkte in Kleef, Metz, Luik, Trier en Den Bosch. Als leerlingen van Hocque zijn Jan Bremser (1610-1679), Hans Goltfuß (±1596-1658 en Nicolaas Hocque (rond 1614) bekend.
De stijl van Hermans wordt later in de achttiende en negentiende eeuw overgenomen door de Italiaanse orgelbouwfamilies Agati en Tronci die zijn cornetten en tongwerken nabouwden. Zuid-Nederlandse karaktertrekken van de orgels van Hermans werden ook overgenomen door Johann Christoph Egedacker uit Oostenrijk. De tijdgenoot van Hermans in Silezië Casparini Eugenio Casparini (1623-1706) nam de cornet als register in het bovenwerk over.

## Orgelfestival
In 2009 werd in Pistoia op initiatief van de Academia d'Organo Giuseppe Gherardeschi voor het eerst het Internationale Orgelconcours Willem Hermans gehouden.
In 2012 werd in Collescipoli door Fabio Ciofini, organist-titulaire aan het Hermansorgel uit 1678, samen met de Collegiata di Santa Maria Maggiore a Collescipoli de veertiende editie van het Hermans Festival georganiseerd.

## Dispositie voorbeelden Hermansorgel
De dispositie van twee Hermansorgel in Pistoia (1664) en in Collescipoli (1678).
| Chiesa Spirito Santo in Pistoia 1664. |            |
| Manuaal C,D,E,F,G,A–c3                |            |
| Principale                            | 8'         |
| Ottava                                | 4'         |
| Quintadecima                          | 2'         |
| Decimanona                            | 1 1/3'     |
| Vigesimaseconda                       | 1'         |
| Vigesima VI e IX                      | 2/3', 1/2' |
| Trigesima III                         | 1 1/3'     |
| Flautino basso                        | 1'         |
| Flauto                                | 8'         |
| Flautino XII                          | 2' 2/3'    |
| Cornetto                              | IV         |
| Trombe soprane                        | 8'         |
| Trombe basse                          | 8'         |
| Musetto soprane                       | 8'         |
| Voce Umana bassa                      | 4'         |
| Pedaal C,D,E,F,G,A–es0 aangehangen:   |            |
| Subbassi                              | 16'        |
| Speelhulpen:                          |            |
| Rosignoli                             |            |
| Timpano                               |            |
| Tremolo                               |            |

| Chiesa Santa Maria Maggiore in Collescipoli 1678. |            |
| Manuaal C,D,E,F,G,A–c3                            |            |
| Principale                                        | 8'         |
| Ottava                                            | 4'         |
| Quintadecima                                      | 2'         |
| Decimanona                                        | 1 1/3'     |
| Vigesimaseconda                                   | 1'         |
| Vigesima VI e IX                                  | 2/3', 1/2' |
| Trigesima III                                     | 1 1/3'     |
| Flauto XII                                        | 2', 2/3'   |
| Flautino basso                                    | 1'         |
| Cornetto                                          | III-IV     |
| Trombe soprane                                    | 8'         |
| Trombe basse                                      | 8'         |
|                                                   |            |
|                                                   |            |
|                                                   |            |
| Pedaal C,D,E,F,G,A–es0 aangehangen:               |            |
| Subbassi                                          | 16'        |
| Speelhulpen:                                      |            |
| Usignoli                                          |            |
| Tamburo                                           |            |
| Tremolo                                           |            |

Met name door de bouw van het orgel in Como met twee manualen kreeg Hermans grote bekendheid. Hij paste daarbij het concertato-principe toe. De twee manualen dienden op grond van zijn descrizione dell'organao te worden gebruikt in een dialoog of echo. Bij de dispositie van het orgel in Pistoia vallen de typisch Hermansregisters op: De Voce Umana, de drie fluitregisters, de cornetto en het houten pedaalregister. De orgels in Pistoia en Collescipoli zijn beiden een karaktersitiek voorbeeld van een Hermansorgel, bescheiden van omvang, klankvol door respectievelijk 16 registers en 13 registers, met een manuaal en aangehangen pedaal. De dispositie wijkt sterk af van het Italiaanse orgel uit de 17e eeuw. Daarnaast ligt de bas/discantdeling in Pistoia bij fis1 en g1 en in Collescipoli bij e1 en f1.
Het Ripieno in beide orgels bestaat uit XV/Quintadecima, XIX/Decimanona, XXII/Vegesimaseconda, XXVI/Vegesima VI - XXIX/Vegesima IX - XXXIII/Trigesima III.

## Discografie met orgels van Willem Hermans
- Accent ACC 10129 orgel te Collescipoli & Pistoia
- Accent ACC 98129 orgel te Collescipoli & Pistoia
- Aeolus AE 10601 orgel te Pistoia